# Schlacht bei Tarczek
Erster Einfall 1240–41

Sandomierz (1) – Tursko – Chmielnik – Tarczek – Kraków (1) – Ratibor – Oppeln – Liegnitz
Zweiter Einfall 1259–60

Sandomierz (2) – Kraków (2)
Dritter Einfall 1287–88

Łagów – Dunajec – Stary Sącz
In der Schlacht bei Tarczek besiegte am 19. März 1241 ein mongolisches Heer ein polnisches Ritteraufgebot.

## Schlacht
Die Mongolen begannen den Ersten Einfall in Polen mit zwei Armeen. Eine Vorhut zog nördlich der Weichsel am Südrand des Heiligkreuzgebirges von Sandomierz Richtung Krakau. Die Ritterschaft Kleinpolens sammelte sich, um den Mongolen entgegenzutreten. Das kleinpolnische Heer wurde bereits am 13. Februar 1241 in der Schlacht bei Tursko geschlagen. Zu einer weiteren Schlacht bei Chmielnik kam es am 18. März 1241, bei dem ein Teil der polnischen Ritter dem Gemetzel durch ein Ausweichen nach Norden entging. Am Folgetag wurde das nunmehr führerlose polnische Heer bei Tarczek von den Mongolen aufgerieben. Tarczek wurde sodann geplündert, und die Mongolen zogen weiter Richtung Krakau, das sie am 1. April 1241 erreichten, ohne dass sich ein weiteres polnisches Heer ihnen in den Weg stellte.